# Festive Land: Carnaval in Bahia
Festive Land: Carnaval in Bahia é um filme documentário de 2001 sobre o carnaval baiano. O filme faz parte do currículo sobre Estudos Latino-Americanos e Antropologia Cultural de diversas universidades nos Estados Unidos. Conta com depoimentos de Gilberto Gil, Daniela Mercury, Vovô do Ilê, Armandinho, Prof. Albergaria, Milton Moura. Carolina Moraes-Liu foi responsável pela produção, direção e montagem e os produtores associados foram Chung Liu, Delicia Hegwood, Lisa Earl Castillo.

## Prêmios
- Silver Award no WorldFest-Houston Intl. Film Festival Award
- African Studies Assn. honoree
- African Literature Assn. honoree